# Mimon
Mimon là một chi động vật có vú trong họ Dơi mũi lá, bộ Dơi. Chi này được Gray miêu tả năm 1847. Loài điển hình của chi này là Phyllostoma bennettii Gray, 1838.

## Hình ảnh

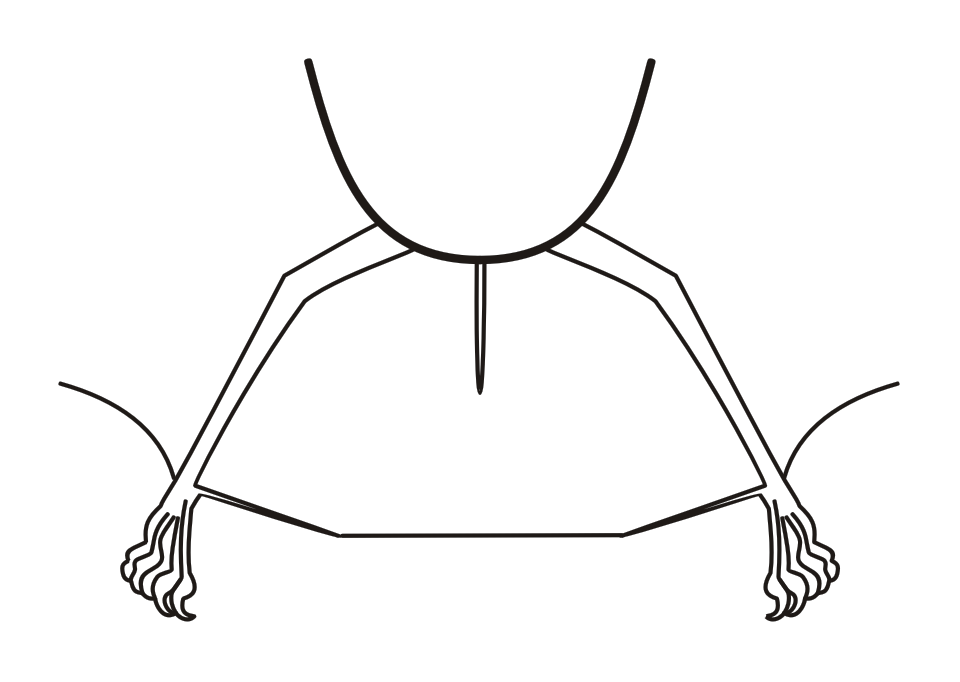

## Các loài
Chi này gồm các loài: